# Єпархія Аспендо

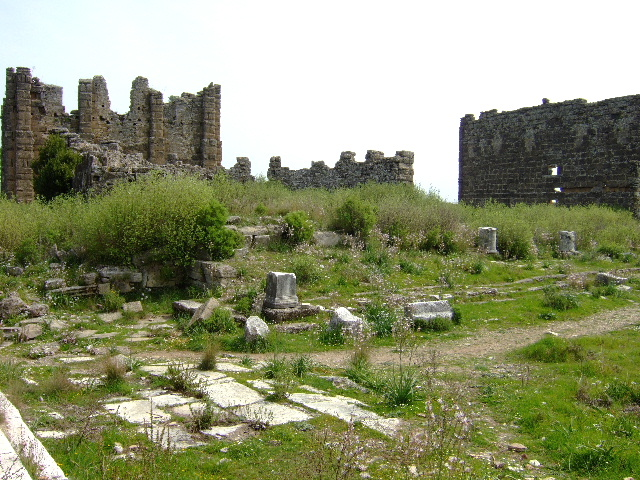
Залишки міста Аспендо.

Єпархія Аспендо (на латині Dioecesis Aspendiensis) - закритий престол Константинопольського патріархату та титульна кафедра католицької церкви.

## Історія
Аспендо, який можна ототожнити з Балкісом у сучасній Туреччині, є стародавнім єпископським престолом римської провінції Памфілія Прима в цивільній єпархії Азії. Вона входила до Константинопольського патріархату і була суфраганною архієпархії Сіде.
Єпархія зафіксована в Notitiae Episcopatuum Константинопольського патріархату до ХІІ століття.
Чотири єпископи, визнані за цією єпархією Мішелем Ле Квієном: Домно, який брав участь у першому Вселенському соборі, що відбувся в Нікеї в 325 році; Трибоніан, який брав участь в Ефеській раді в 431 р.; Тимофій, який долучився до собору 448 р., скликаний у Константинополі патріархом Флавіаном для засудження Євтихія, а наступного року на синоді закликав переглянути процес у Євтихії (квітень 449 р.) і Другий Ефеський собор (серпень 449 р.); нарешті Лев, який був присутній на другому Нікейському соборі 787 року. У радах 431 і 449 рр. місце Аспендо також згадується з назвою «Примополі», топонімом невідомого походження.
Археологічні розкопки повернули ім'я єпископа Василія, відоме завдяки знахідці його єпископської печатки, датованої ХІІ століттям.
З ХІХ століття Аспендо вважався титулярним єпископським престолом католицької церкви; місце було вакантне з 13 липня 1967 року.

## Хронотаксис

### Грецькі єпископи
- Домно † (згадується в 325 р.)
- Трибоніан † (згадується в 431 р.)
- Тимофій † (до 448 - після 449 )
- Лев † (згадується 787 р.)
- Василій † (близько ХІІ ст.)

### Титулярні єпископи
- Луї-Елізе Фатіге, лазарист † (помер 24 лютого 1911 - 13 лютого 1931)
- Альфонсо Марія Коррадо Ферроні, OFM † (28 січня 1932 — 11 квітня 1946 призначений єпископом Лаохеку)
- Джозеф-Пол Фьюті, MS † (13 лютого 1947 - 12 серпня 1956 помер)
- Джон Фергус О'Грейді, МOНM † (19 грудня 1955 - 13 липня 1967 призначений єпископом острова принца Джорджа)

## Примітка
1. ↑  Jean Darrouzès, Notitiae episcopatuum Ecclesiae Constantinopolitanae. Texte critique, introduction et notes, Paris, 1981, indice p. 485, voce Aspendos.
2. ↑  Destephen, Prosopographie du diocèse d'Asie, p. 232.
3. ↑  Destephen, Prosopographie du diocèse d'Asie, pp. 940-941.
4. ↑  Destephen, Prosopographie du diocèse d'Asie, pp. 934-936.
5. ↑  Jean Darrouzès, Listes épiscopales du concile de Nicée (787), in Revue des études byzantines, 33 (1975), p. 40.
6. ↑  Basil (bishop) of Aspendos, Online Catalogue of Byzantine Seals, Dumbarton Oaks Research Library and Collection.

## Зовнішні посилання
- (англ.) La sede titolare nel sito di www.catholic-hierarchy.org
- (англ.) La sede titolare nel sito di www.gcatholic.org